# Japanse kwartel
De Japanse kwartel (Coturnix japonica) is een vogel uit de familie van de Phasianidae (fazanten) die voorkomt in Zuid-Azië en Oost-Azië. Het is een voor uitsterven gevoelige vogelsoort.

## Kenmerken
Deze kwartel is 17 tot 19 cm lang en weegt tussen de 85 en 105 g. De Japanse kwartel is lastig te onderscheiden van de gewone kwartel (C. coturnix). De Japanse kwartel heeft gemiddeld een kortere vleugel. De vogel is van boven roodbruin en grijs gespikkeld en gestreept en meer egaal roomkleurig van onder. Het verschil tussen beide geslachten is te zien aan de kleur, het mannetje (de haan) heeft een meer egaal gekleurde borst en het vrouwtje een gevlekte of gestippelde borst.

## Voedsel
Japanse kwartels voeden zich met verschillende soorten zaden en in de zomer ook met kleine, bodembewonende ongewervelden.

## Verspreiding en leefgebied
Deze broedt in Mongolië, oostelijk Siberië en Japan en overwintert in zuidwestelijk China en Korea. De vogel is een trekvogel, hoewel er in Japan populaties met standvogels zijn. Er is weinig in detail bekend over het leefgebied. De vogel wordt vooral aangetroffen in open landschappen zoals graslanden, steppe en droge berghellingen met lage vegetatie in de buurt van water. Er zijn ook waarnemingen in cultuurland zoals weiland en akkers.

## Status
De Japanse kwartel wordt ook als volièrevogel gehouden in diverse kleurvarianten. De grootte van de (wilde) wereldpopulatie is niet gekwantificeerd. De kwartel gaat in aantal achteruit, men vermoedt op grond van schattingen aan deelpopulaties dat de achteruitgang tussen 1973 en 2002 ongeveer 80% in aantal bedroeg. De oorzaken zijn niet in detail bekend, maar hangen samen met de intensivering en rationalisering van de landbouw. In Japan wordt ook nog op de vogel gejaagd. Om deze redenen staat de Japanse kwartel als gevoelig op de Rode Lijst van de IUCN.